# Chester Conklin
Chester Conklin (11 de enero de 1886-11 de octubre de 1971) fue un humorista y actor cinematográfico de nacionalidad estadounidense, a lo largo de cuya carrera, en buena parte desarrollada durante la época del cine mudo, actuó en más de 280 producciones.

## Biografía

### Inicios
Nacido en Oskaloosa, Iowa, su nombre completo era Chester Cooper Conklin. Conklin tenía dos hermanos, y creció en un ambiente familiar violento. A los ocho años de edad su madre apareció muerta por quemaduras en el jardín de su casa. Aunque en un principio se pensó en un suicidio, su padre, un hombre muy religioso, fue acusado de asesinato, pero no llegó a ser condenado en el posterior juicio.
Conklin ganó un primer premio en una actuación que llevó a cabo en un festival local. Unos años más tarde dejó el hogar familiar tras prometer a un amigo no volver nunca más, lo cual cumplió. Encontró empleo en Des Moines como botones de un hotel, pero después se trasladó a Omaha (Nebraska), donde su interés por el teatro le llevó a empezar la carrera de actor. En San Luis (Misuri) vio una actuación del dúo de vodevil formado por Joe Weber y Lew Fields, la cual hizo que Conklin desarrollara un personaje basado en el que en ese momento era su jefe, un hombre con fuerte acento y bigote de morsa. Con este personaje se inició en el vodevil, pasando varios años trabajando en giras con diferentes compañías de teatro de repertorio, actuando también como payaso en un circo itinerante.

### Carrera
Tras ver varias comedias de Mack Sennett mientras se encontraba en Venice (Los Ángeles) en el invierno de 1913, Conklin fue a los Keystone Studios, siendo contratado para actuar como uno de los Keystone Cops con un salario de 3 dólares diarios. Sennett le dirigió en su primer film, un corto cómico titulado Hubby's Job.
En 1914, Conklin coprotagonizó con Mabel Normand una serie de películas: Mabel's Strange Predicament, Mabel's New Job, Mabel's Busy Day y Mabel at the Wheel. Ese mismo año actuó en Making a Living, film que fue el debut en el cine de Charlie Chaplin. Conklin rodó más de una docena de cintas con Chaplin mientras se encontraba en Keystone, contrayendo ambos una duradera amistad. Años más tarde, Conklin actuaría con Chaplin en dos largometrajes, en 1936 en Tiempos modernos, y en 1940 en El gran dictador. Durante ese tiempo, Chaplin mantuvo a Conklin con un salario anual.
Trabajando para Keystone, Conklin se hizo famoso por formar equipo con el robusto cómico Mack Swain, con el cual rodó una serie de comedias. Con Swain como "Ambrose", y Conklin como el bigotudo "Walrus", ambos actuaron en diferentes películas, entre ellas The Battle of Ambrose and Walrus y Love, Speed and Thrills, ambas rodadas en 1915. Además de esas comedias "Ambrose & Walrus", la pareja colaboró en veintiséis cintas.
En 1920, cuando Sennett rechazó discutir una renovación del contrato de Conklin, insistiendo en considerarle un subalterno, Conklin dejó los estudios y se pasó a Fox Film Corporation, empresa que previamente había contactado con él para hacer una serie de cortos cómicos. Además, él también actuó para Famous Players-Lasky Corporation. En 1924 tuvo un papel destacado, el del padre de ZaSu Pitts en la producción de MGM dirigida por Erich von Stroheim Avaricia, aunque el papel fue cortado en el montaje, y las secuencias se perdieron. Además, en 1928 trabajó en el film de Christie Film Company Tillie's Punctured Romance, con W.C. Fields (una versión que no era en nada comparable a la que Chaplin rodó en 1914 con el mismo título). Paramount Pictures contrató a Conklin y a Fields para formar equipo en una serie de cintas cómicas rodadas entre 1927 y 1931.
Conklin superó la transición al cine sonoro pero, aunque siguió actuando durante otros treinta años, su edad y el gusto del público por comedias más sofisticadas hicieron que sus papeles fueran de carácter secundario en diferentes cortos, entre ellos los de Los tres chiflados Flat Foot Stooges, Dutiful But Dumb, Three Little Twirps, Phony Express, y Micro-Phonies. Conklin también actuó en filmes que apelaban a la nostalgia de la época muda, como fue el caso de Hollywood Cavalcade (1939) y The Perils of Pauline (1947).
Conklin participó en el programa televisivo This Is Your Life, en homenaje a Mack Sennett. También formó parte de la compañía de actores de Preston Sturges en los años 1940, haciendo cameos en seis cintas dirigidas por Sturges. Además, en 1957 fue uno de los invitados del programa televisivo To Tell The Truth.

### Últimos años
La carrera de Conklin llegó a su fin en los años 1950, y hubo de aceptar un trabajo como Santa Claus de unos grandes almacenes. En la siguiente década vivía en el Motion Picture Country Home and Hospital, enamorándose entonces de otra paciente, June Gunther. Ambos se casaron en Las Vegas en 1965, en el que para ambos fue su cuarto matrimonio, y se fueron a vivir a Van Nuys (California). Él tenía 79 años, y ella 65. Conklin rodó una última comedia después de casarse, A Big Hand for the Little Lady, estrenada en 1966.
Chester Conklin falleció en el otoño de 1971 en Van Nuys, California, a los 85 años de edad. Sus restos fueron incinerados y las cenizas entregadas a su familia, que las esparció en el Océano Pacífico.
Por su contribución a la industria del cine, a Conklin se le concedió una estrella en el Paseo de la Fama de Hollywood, en el 1560 de Vine Street.

## Selección de su filmografía
- The Masquerader (1914)
- Mabel at the Wheel (1914)
- Caught in a Cabaret (1914)
- Anna Christie (1923)
- Avaricia (1924)
- Behind the Front (1926)
- Say It Again (1926)
- The Duchess of Buffalo (1926)
- Midnight Lovers (1926)
- We're in the Navy Now (1926)
- Cabaret (1927)
- Gentlemen Prefer Blondes (1928)
- Varsity (1928)
- The Haunted House (1928)
- Taxi 13 (1928)
- The Virginian (1929)
- Marquis Preferred (1929)
- House of Horror (1929)
- Her Majesty Love (1931)
- Keystone Hotel (1935)
- Tiempos modernos (1936)
- Every Day's a Holiday (1937)
- Hollywood Cavalcade (1939)
- El gran dictador (1940)
- Sullivan's Travels (1941)
- Sons of the Pioneers (1942)
- The Great Moment (1944)
- Hail the Conquering Hero (1944)
- Micro-Phonies (1945)
- The Hoodlum Saint (1946)
- The Perils of Pauline (1947)
- Jiggs and Maggie in Jackpot Jitters (1949)
- The Golden Stallion (1949)
- Doc Corkle (1952, serie TV)
- The Beast with a Million Eyes (1955)
- A Big Hand for the Little Lady (1966)